# سبزک گونه‌نخودی
سبزک گونه‌نخودی (نام علمی: Pachysylvia muscicapina) گونه‌ای از پرندگان تیرهٔ سرودخوانان (Vireonidae) است که در بولیوی، برزیل، گویان فرانسه، گویان، سورینام و ونزوئلا یافت می‌شود. زیستگاه طبیعی آن جنگل‌های جلگه‌ای نمناک نیمه‌گرمسیری یا گرمسیری است.

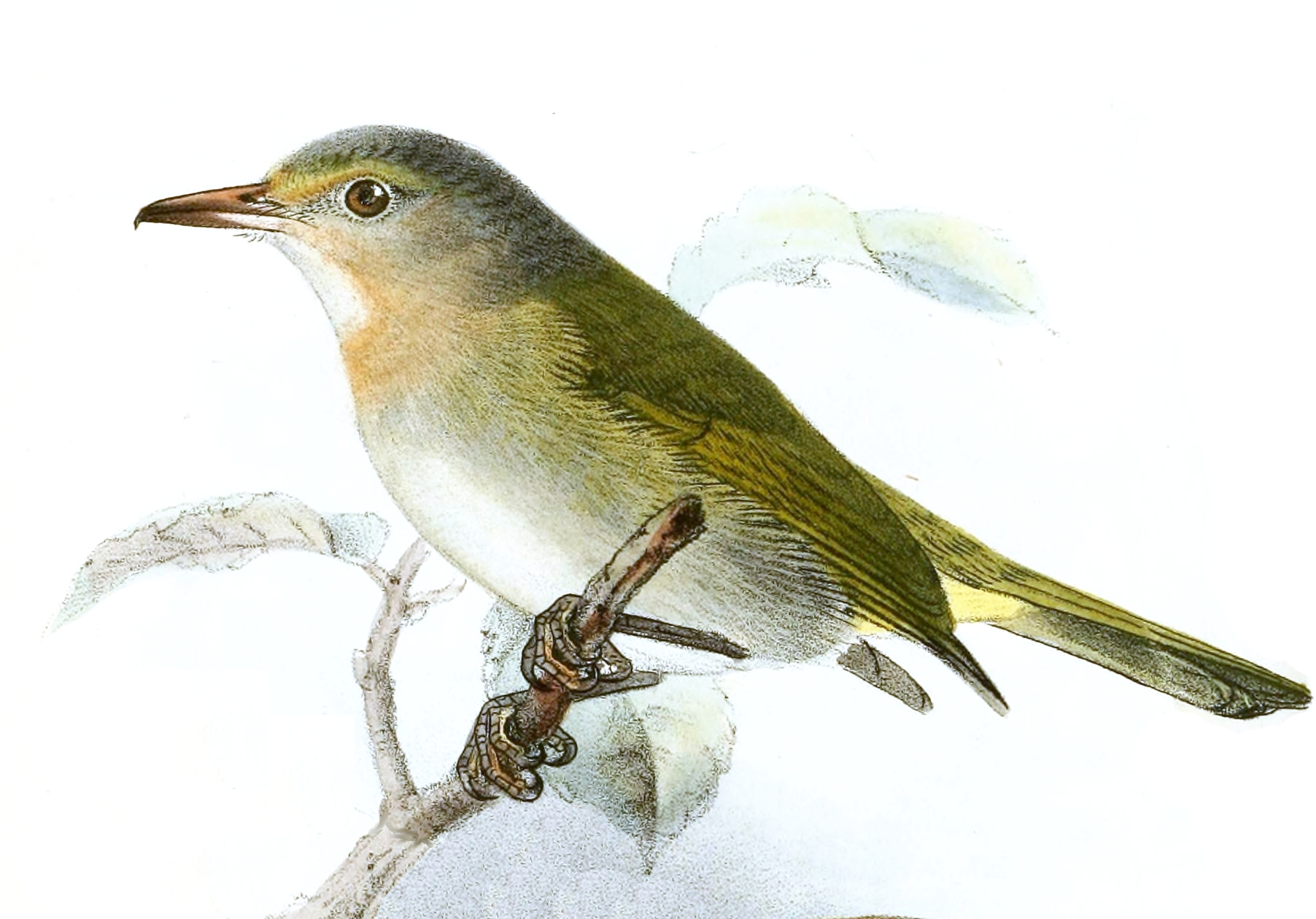
نگاره Hylophilus muscicapinus توسط Keulemans، ۱۸۸۱